# Травля (фильм)
«Травля», также «Охота» или «Преследуемый» (англ. The Hunted) — американский художественный фильм 1995 года в жанре боевика, поставленный режиссёром Дж. Ф. Лотоном по собственному сценарию.

## Сюжет
В основе сюжета фильма лежит противоборство между японскими самураями и кланами ниндзя, начавшееся во времена средневековья и продолжающееся по сей день. Школа самураев Кендзюцу уже несколько веков враждует с кланом ниндзя Макато, главой которого в настоящее время является некий Киндзё — таинственный человек, лица которого никто и никогда не видел. Школу Кендзюцу издавна возглавляет род Такэдо и сэнсэй Такэдо мечтает сразиться с Киндзё, но никак не может напасть на его след. Однажды к нему является его старый знакомый доктор Ямура и рассказывает, что к нему в больницу привезли раненого американца — компьютерщика Пола Расина. Причиной ранения является сюрикэн Макато. Сэнсэй чувствует, что теперь путь к Киндзё открыт — через попавшего в переделку Пола.
Остановившийся в Нагое Пол стал невольным свидетелем заказного убийства красавицы Кирины, с которой он накануне провёл незабываемую ночь любви (Киндзё и его подручные в это время находились в соседней комнате). Киндзё, поражённый мужественным поведением своей жертвы, безрассудно соглашается с последней просьбой Кирины перед казнью — открыть своё лицо, чего обычно ниндзя никогда не делают. Увидев лица всех убийц Кирины, в том числе и Киндзё, Пол получает удар отравленным сюрикэном, но по счастливой случайности остаётся жив. В бреду его постоянно преследует образ покойной возлюбленной. Теперь Расин, оставаясь в живых, представляет угрозу для Киндзё и его клана.
Доктор Ямура, сэнсэй Такэдо и его жена Мияко посещают Пола в больнице и пытаются убедить в том, что ему грозит опасность. Но раненый не верит им и, как настоящий американец, всецело полагается на нескольких охраняющих его блюстителей закона. Едва очнувшись, он собирается спешно покинуть больницу, но его останавливает появившийся в ней шеф местной полиции. Он горячо убеждает Расина, что клан Киндзё — не более чем миф, но внезапно падает, сражённый стрелами проникших в больницу ниндзя, которым удаётся убить сначала доктора, а затем перебить всех полицейских. Отстреливаясь из револьвера полицейского начальника, Пол уходит от убийц, ранив одного из нападавших, а затем по телефону связывается с семейством Такэдо, после чего они втроём пытаются на скоростном поезде из Нагои добраться до убежища — родового замка Кэндзюцу на острове.
В скоростном экспрессе Расин, преследуемый по пятам лучшими бойцами Киндзё, оказывается под защитой самурая и его жены. Первыми жертвами ниндзя становятся оба машиниста, после чего люди Киндзё проходят через головные вагоны, убивая подряд всех пассажиров, однако их останавливает катана Такэдо и стрелы, выпущенные из лука Мияко. На конечной станции полицейские наблюдают развязку кровавой драмы — все нападавшие мертвы, однако Такэдо и его жену не решаются арестовать, так как свидетелей предостаточно, и власти считают очевидным, что пара действовала в целях самообороны и защиты пассажиров. Полицейские хотят забрать меч Такэдо, являющийся орудием убийства, и тогда самурай ломает клинок, наступив на него ногой, после чего безропотно отдаёт своё оружие.
На острове Пол Расин находится в безопасности и вскоре заводит дружбу с выпивохой-оружейником Осимой, которому Такэдо поручает выковать новый меч. У самурая на американца свои планы: он хочет использовать его в качестве приманки. Однако на протяжении трёх недель, пока оружейный мастер куёт новый меч, Расин становится не только его помощником, но и учеником, поскольку спившийся старик обладает ещё и навыками владения изготовляемым оружием. Тем временем раздосадованный Киндзё сначала расправляется со своими проштрафившимися подручными, а затем пытается найти «призрака», похитившего его боевой дух. Как только меч выкован, Такэдо намеренно делает так, чтобы ниндзя узнали о пребывании на острове американца, и делает последнего пленником.
Узнав, что Расин скрывается в замке Такэдо, Киндзё соглашается сразиться с самураем, чтобы заполучить голову раскрывшего его гайдзина. Опрометчиво положившись на кодекс чести, Такэдо готовится к поединку с ним самим, однако коварный предводитель убийц ведёт нечестную игру и нападает на замок целым отрядом. В неравном бою с ниндзя гибнут все ученики самурая, а Мияко получает тяжёлую рану. Тем временем Осиме удаётся освободить из темницы друга-американца, который, к его удивлению, наотрез отказывается покинуть остров на лодке.
В ходе жестокого поединка между Такэдо и Киндзё ловкому и молодому ниндзя удаётся нанести противнику смертельную рану, но и сам он получает травму правой руки, после чего вынужден переложить свой меч в левую. Наблюдавшая за боем Мияко готовится последовать за мужем, но в решительный момент появляется Расин. В поединке на мечах новичку-американцу удаётся использовать в качестве преимущества ранение Киндзё и сразить намного более сильного и опасного противника. Облачившемуся в доспехи и вооружённому до зубов Осиме, который, преодолев свой страх, рискнул вернуться, остаётся лишь вызвать полицию и собрать убитых.
На момент смерти Киндзё Мияко остаётся последним оставшимся в живых членом семьи самураев, что означает победу клана Такэды над кланом ниндзя Макато.

## В ролях
- Кристофер Ламберт — Пол Расин
- Джоан Чэнь — Кирина
- Джон Лоун — Киндзё
- Ёсио Харада — сэнсэй Такэдо
- Ёко Симада — Мияко Такэдо
- Мари Нацуки — Юнко
- Сокэ Кубота Такаюки — Осима
- Тун Лун — Шеф полиции
- Масуми Окада — Вадакура
- Джеймс Сайто — Нэмура

## Саундтрек
1. The Hunted Main Theme — Kodo 303 сек.
2. Kirina’s Theme — Bamboo Versio — Kodo 62 сек.
3. Intruder — Kodo 81 сек.
4. . Love Affair (Papa’s Palm Wine) — Kodo 133 сек.
5. Punishment Of Betrayal — Kodo 60 сек.
6. Matsuri (Irodori) — Kodo 599 сек.
7. Darkness — Kodo 100 сек.
8. Kirina’s Theme — Kodo 85 сек.
9. Irritation — Kodo 100 сек.
10. Oshima’s Theme (Tsuki-No-Sei) — Kodo 165 сек.
11. Run! — Kodo 115 сек.
12. Remembering Kirina 1 — Kodo 84 сек.
13. The Battle — Kodo 264 сек.
14. Remembering Kirina 2 — Kodo 65 сек.
15. The Hunted Ending Theme — Kodo 85 сек